# Laser Run
Le Laser Run (également appelé Laser-Run) est un sport « deux en un » combinant la course à pied et le tir au pistolet laser. Le laser run est normalement l'épreuve qui conclut le programme de chaque compétition de pentathlon moderne où il s'appelait précédemment Combiné. Il n'est cependant pas exclusivement réservé aux pentathlètes car c'est aussi un sport qui peut se pratiquer indépendamment. Des championnats du monde de Laser Run ont lieu dans le cadre des championnats du monde de pentathlon moderne depuis 2015.

## Principes
Les athlètes effectuent plusieurs tours de circuit de course de cross-country entrecoupés de séances de tir au pistolet laser. Les compétitions sont organisées selon les règles définies par l'Union internationale de pentathlon moderne (UIPM). Cette épreuve s'inspire fortement du biathlon, sport d'ailleurs mis au point par l'UIPM dans les années 1950.
La séquence d'un Laser Run est la suivante :
- Départ
- Course à pied (300 ou 600 m)
- Tir (5 cibles à atteindre en un temps maximum de 50 secondes avec un nombre illimité de coups)
- [...] répétition de l'enchaînement course—tir (en tout, 2 à 4 fois)
- Course à pied
- Arrivée : Le vainqueur est le premier qui franchit la ligne d'arrivée

Selon les catégories d'âge, le nombre de répétitions et les distances à parcourir varient. L'exigence la plus élevée est le format cross-country de 3 000 mètres sur un parcours de 600 mètres ponctué de quatre arrêts au stand de tir.
De 2015 à 2021, les distances des portions de course étaient de 200 m, 400 m et 800 m. La distance totale la plus longue était de 3 200 mètres.

## Équipements

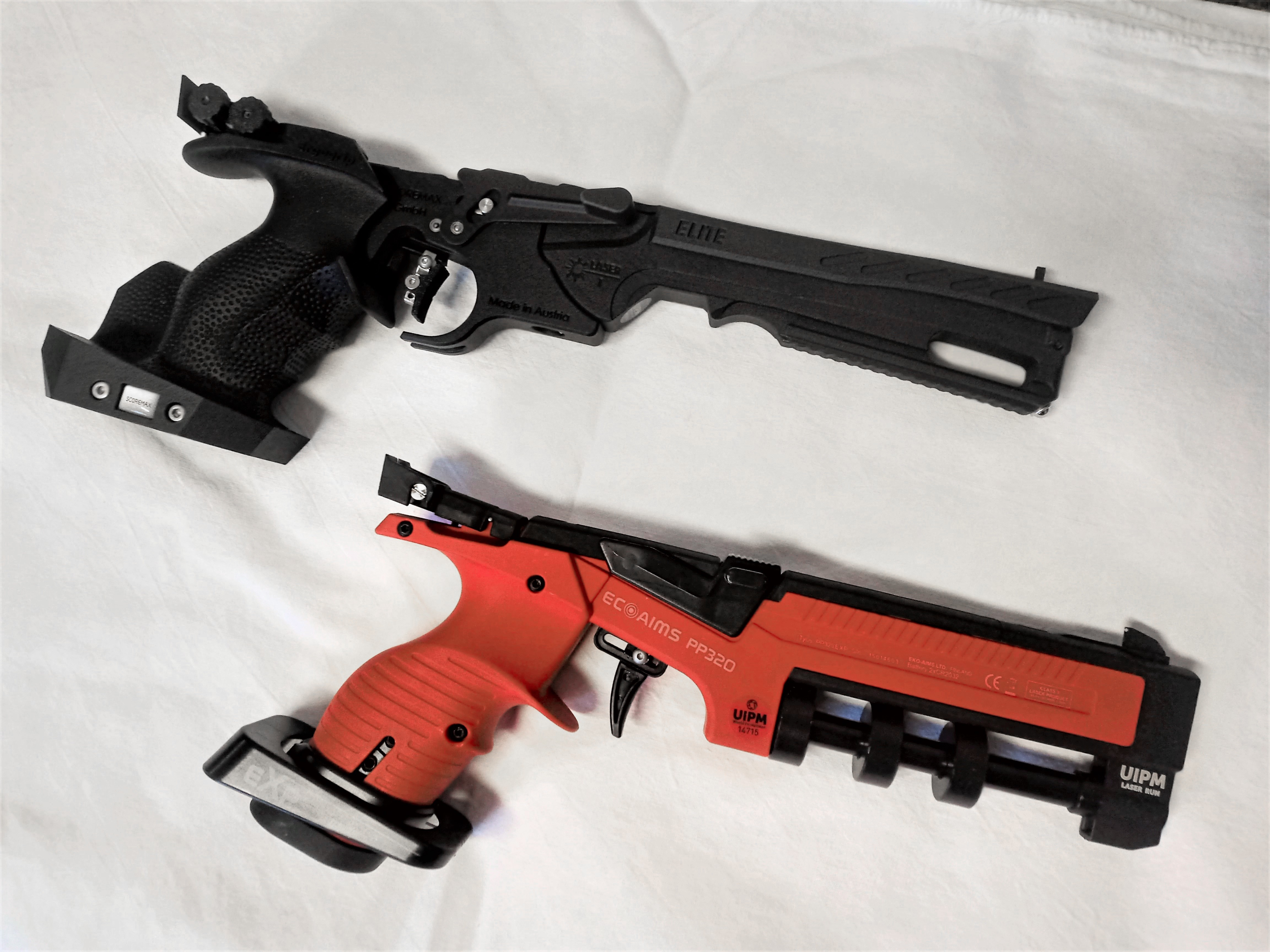
pistolets laser

Le laser run utilise des pistolets laser et des cibles qui doivent être homologuées par l'UIPM. Les pistolets laser sont sans danger pour les spectateurs et les participants. Ils sont presque silencieux et ne sont pas soumis au contrôle des armes à feu.
Les pistolets laser sont généralement fournis par les organisateurs lors des compétitions régionales pour permettre une entrée plus facile dans le sport. Dans les compétitions nationales ou internationales, les participants concourent avec leurs propres pistolets.
Il n'y a pas d'exigences particulières pour l'équipement de course.

## Compétitions
Le premier championnat du Monde de Laser Run a eu lieu en 2015 à Perpignan. Il y a aussi le Laser Run City Tour avec des événements dans différentes villes du monde.
| Édition | Année | Lieu                   |
| ------- | ----- | ---------------------- |
| I       | 2015  | Perpignan              |
| II      | 2016  | Lisbonne               |
| III     | 2017  | Le Cap                 |
| IV      | 2018  | Dublin                 |
| V       | 2019  | Budapest               |
| annulé  | 2020  | Xiamen Weiden i.d.OPf. |
| VI      | 2021  | Minsk Le Caire         |
| VII     | 2022  | Lisbonne               |
| VIII    | 2023  | Bath                   |
| IX      | 2024  | Zhengzhou              |
| X       | 2025  | Mossel Bay             |

Le laser run a en outre été une discipline en démonstration aux Jeux mondiaux urbains de 2019 à Budapest et a fait partie des Jeux d'Asie du Sud-Est de 2019,.